# له (شلسویگ-هولشتاین)
له (به آلمانی: Lehe) یک شهر در آلمان است که در دیمارشن واقع شده‌است. له ۱٬۱۱۶ نفر جمعیت دارد.